# База данных реального времени
База данных реального времени (БДРВ) — база данных, обработка данных в которой происходит по принципу реального времени.
Применяется в системах промышленной автоматизации АСУ ТП. Должна обеспечивать синхронизацию, репликацию данных и обеспечивать резервирование для обеспечения отказоустойчивости в реальном масштабе времени.